# Онані
Онані (італ. Onanì, сард. Onanie) — муніципалітет в Італії, у регіоні Сардинія,  провінція Нуоро.
Онані розташоване на відстані близько 300 км на південний захід від Рима, 145 км на північ від Кальярі, 21 км на північний схід від Нуоро.
Населення — 391 особа (2014).
Покровитель — Sacro Cuore di Gesù.

## Демографія
Населення за роками:

Станом на 1 січня 2023 року в муніципалітеті офіційно проживали 4 іноземці (громадяни Румунії).

## Сусідні муніципалітети
- Бітті
- Лоде
- Лула